# Kenny Harrison
Kerry Lorenzo (Kenny) Harrison (Milwaukee, 13 februari 1965) is een voormalige Amerikaanse atleet, die was gespecialiseerd in het hink-stap-springen. Hij werd olympisch en wereldkampioen in deze discipline. Ook was hij de tweede hink-stap-springer die over de 18,00 m kwam. Met 18,09 m heeft hij nog altijd het olympisch record in handen bij het hink-stap-springen (peildatum december 2016).

## Biografie

### Studie en schoolrecords
Harrison studeerde aan de Kansas State University (1983), waar hij driemaal de Universiteitskampioenschappen won, de meeste keren ooit in de geschiedenis van deze school. Later ging hij naar de Brookfield Central High School (1988), waar hij de schoolrecords verbeterde bij het verspringen, hoogspringen en hink-stap-springen. Hij heeft deze records nog altijd in handen.

### Eerste succes
In 1984 behaalde Kenny Harrison zijn eerste succes door de Amerikaanse jeugdkampioenschappen te winnen. Op de Pan-Amerikaanse juniorenkampioenschappen later dat jaar behaalde hij een zilveren medaille. In 1989 stond hij vijfde op de wereldranglijst met een sprong van 17,47, behaald in São Paulo. Het jaar erop won hij voor de eerste maal de Amerikaanse titel bij de senioren, een titel die hij in totaal zesmaal zou winnen (viermaal outdoor en tweemaal indoor). Op 2 juli van dat jaar sprong hij in Stockholm 17,93, wat hem een eerste plaats opleverde op de wereldranglijst van dat jaar. Hij won de Goodwill Games in Seattle en verloor dat seizoen slechts één wedstrijd, in Zürich van Mike Conley.

### Internationale doorbraak
Zijn internationale doorbraak beleefde Harrison in 1991. Toen won hij een gouden medaille bij het hink-stap-springen op het WK in Tokio. Met een beste poging van 17,78 versloeg hij de Rus Leonid Voloshin (zilver; 17,75) en de Amerikaan Mike Conley (brons; 17,62). Dat jaar won hij alle acht wedstrijden waaraan hij deelnam. In de jaren erna had hij veel te kampen met blessures. Door een knieblessure was hij niet in staat zich in New Orleans te kwalificeren voor de Olympische Spelen van Barcelona en eindigde als tiende op de wereldkampioenschappen van 1993 in Stuttgart.

### Olympisch kampioen
In 1996 maakte hij zijn comeback bij de Amerikaanse olympische selectiewedstrijden na een blessureperiode van vijftien maanden. Hierbij sprong hij met 18,01 eenmaal geldig en kwalificeerde hij zich voor de Spelen. Op de Spelen van Atlanta veroverde hij een gouden medaille voor Amerika met een olympische recordsprong van 18,09. Hiermee versloeg hij de Britse wereldrecordhouder Jonathan Edwards, die 17,88 sprong.

### Einde sportcarrière
Na de Spelen van Atlanta kwam Kenny Harrison niet meer terug op zijn oude niveau. Op de WK van 1997 werd hij met 17,05 negende. Eind 1998 zet hij een punt achter zijn sportcarrière.

## Titels
- Olympisch kampioen hink-stap-springen - 1996
- Wereldkampioen hink-stap-springen - 1991
- Amerikaans kampioen hink-stap-springen - 1990, 1991, 1996, 1997
- Amerikaans indoorkampioen hink-stap-springen - 1990, 1995
- NCAA-kampioen hink-stap-springen - 1987
- NCAA-indoorkampioen verspringen - 1986
- NCAA-indoorkampioen hink-stap-springen - 1988

## Persoonlijke records
| Onderdeel                    | Prestatie | Datum         | Plaats   |
| ---------------------------- | --------- | ------------- | -------- |
| hink-stap-springen (outdoor) | 18,09 m   | 27 juli 1996  | Atlanta  |
| hink-stap-springen (indoor)  | 17,46 m   | 11 maart 1990 | Yokohama |

## Palmares

### hink-stap-springen
- 1984:  Pan-Amerikaanse juniorenkamp. - 16,05 m
- 1987:  Universiade - 17,07 m
- 1990:  Goodwill Games - 17,72 m
- 1991:  WK - 17,78 m
- 1993: 10e WK - 17,06 m
- 1994:  Goodwill Games - 17,43 m
- 1996:  OS - 18,09 m
- 1996:  Grand Prix Finale - 17,21 m
- 1997: 9e WK - 17,05 m

## Prestatieontwikkeling

### hink-stap-springen
- 1982: 14,84 m
- 1983: 15,96 m
- 1984: 16,50 m
- 1985: 16,29 m
- 1986: 17,07 m
- 1987: 17,07 m
- 1988: 17,15 m
- 1989: 17,47 m
- 1990: 17,93 m
- 1991: 17,78 m
- 1992: 17,06 m
- 1993: 17,27 m
- 1994: 17,43 m
- 1995: 17,05 m
- 1996: 18,09 m
- 1997: 17,51 m
- 1998: 17,05 m

1896: James Connolly ·
1900: Meyer Prinstein ·
1904: Meyer Prinstein ·
1908: Tim Ahearne ·
1912: Gustaf Lindblom ·
1920: Vilho Tuulos ·
1924: Nick Winter ·
1928: Mikio Oda ·
1932: Chuhei Nambu ·
1936: Naoto Tajima ·
1948: Arne Åhman ·
1952: Adhemar da Silva ·
1956: Adhemar da Silva ·
1960: Józef Szmidt ·
1964: Józef Szmidt ·
1968: Viktor Sanjejev ·
1972: Viktor Sanjejev ·
1976: Viktor Sanjejev ·
1980: Jaak Uudmäe ·
1984: Al Joyner ·
1988: Christo Markov ·
1992: Mike Conley ·
1996: Kenny Harrison ·
2000: Jonathan Edwards ·
2004: Christian Olsson ·
2008: Nelson Évora ·
2012: Christian Taylor ·
2016: Christian Taylor ·
2020: Pedro Pablo Pichardo ·
2024: Jordan Díaz
1983 Zdzisław Hoffmann ·
1987 Christo Markov ·
1991 Kenny Harrison ·
1993 Mike Conley ·
1995 Jonathan Edwards ·
1997 Yoelbi Quesada ·
1999 Charles Friedek ·
2001 Jonathan Edwards ·
2003 Christian Olsson ·
2005 Walter Davis ·
2007 Nelson Évora ·
2009 Phillips Idowu ·
2011 Christian Taylor ·
2013 Teddy Tamgho ·
2015 Christian Taylor ·
2017 Christian Taylor ·
2019 Christian Taylor ·
2022 Pedro Pablo Pichardo ·
2023 Hugues Fabrice Zango